# Budharaopet
Budharaopet est un village de l'État du Télangana en Inde. Comme la plupart des villages indiens, Budharaopete est régi par un panchayat.

## Géographie
Le village est situé à 8 km de Narsampet sur la route de Mahabubabad. Le village est entouré de trois réservoirs d'eau (cheruvulu) et le canal Sangem du lac Pakhal qui longe le village permet l'irrigation des cultures.

## Économie
L'activité principale du village est l'agriculture et plus particulièrement la culture du riz. On y trouve également trois moulins à riz.

## Démographie
Lors du recensement indien de 2001, Budharaopet avait une population de 4 827 personnes dans 1 127 foyers. La population se composait de 2 423 hommes et 2 404 femmes.
Les langues parlées sont le télougou et l'ourdou.